# Qivitoq (film)
Qivitoq er en dansk film fra 1956, instrueret af Erik Balling og skrevet af Leck Fischer. Noget så sjældent som en kærlighedsdrama i grønlandske omgivelser.
Qivitoq var den første danske film, der blev nomineret til en Oscar for bedste fremmedsprogede film.

## Medvirkende
- Poul Reichhardt
- Astrid Villaume
- Gunnar Lauring
- Randi Michelsen
- Bjørn Watt Boolsen
- Kirsten Rolffes